# Saint-Sébastien – Froissart
Saint-Sébastien – Froissart – stacja linii nr 8 metra w Paryżu. Stacja znajduje się pomiędzy 3. a 11. dzielnicą Paryża. Została otwarta 5 maja 1931 r.